# Masters of Formula 3
RTL GP Masters of Formuła 3 – coroczny wyścig Formuły 3, odbywający się zazwyczaj na Circuit Park Zandvoort w Holandii. W latach 1991–2005 nosił nazwę Marlboro Masters of Formuła 3 oraz BP Ultimate Masters of Formuła 3 (2006–2007).
Pierwszy wyścig Masters of Formuła 3 odbył się w 1991, jako następca FIA Europejskiej Formuła 3 Cup. Wielu kierowców z Formuły 1 brało udział w Masters of Formuła 3, m.in. David Coulthard, Lewis Hamilton.
W sezonie 2007 i 2008 wyścig odbył się na torze w Circuit Zolder (Belgia); w 2009 powrócił do Zandvoort.

## Mistrzowie
| Rok  | Zwycięzca         | 2 msc.              | 3 msc.                | Pole position       | Najszybsze okrążenie |
| ---- | ----------------- | ------------------- | --------------------- | ------------------- | -------------------- |
| 1991 | David Coulthard   | Jordi Gené          | Marcel Albers         | Rubens Barrichello  | Rubens Barrichello   |
| 1992 | Pedro Lamy        | Diogo Castro Santos | Gil de Ferran         | Kelvin Burt         | Kelvin Burt          |
| 1993 | Jos Verstappen    | Paolo Coloni        | Michael Krumm         | Jos Verstappen      | Michael Krumm        |
| 1994 | Gareth Rees       | Jörg Müller         | Sascha Maassen        | Jörg Müller         | Sascha Maassen       |
| 1995 | Norberto Fontana  | Ralf Schumacher     | Hélio Castroneves     | Norberto Fontana    | Ralf Schumacher      |
| 1996 | Kurt Mollekens    | Jonny Kane          | Nick Heidfeld         | Kurt Mollekens      | Kurt Mollekens       |
| 1997 | Tom Coronel       | Sébastien Philippe  | Mark Webber           | Sébastien Philippe  | Sébastien Philippe   |
| 1998 | David Saelens     | Enrique Bernoldi    | Mário Haberfeld       | David Saelens       | David Terrien        |
| 1999 | Marc Hynes        | Thomas Mutsch       | Etienne van der Linde | Thomas Mutsch       | Marc Hynes           |
| 2000 | Jonathan Cochet   | Ben Collins         | Tomas Scheckter       | Jonathan Cochet     | Jonathan Cochet      |
| 2001 | Takuma Satō       | André Lotterer      | Anthony Davidson      | Takuma Satō         | Takuma Satō          |
| 2002 | Fabio Carbone     | Olivier Pla         | Tristan Gommendy      | Fabio Carbone       | Bruce Jouanny        |
| 2003 | Christian Klien   | Nelson Piquet Jr.   | Ryan Briscoe          | Nelson Piquet Jr.   | Ryan Briscoe         |
| 2004 | Alexandre Prémat  | Éric Salignon       | Adam Carroll          | Alexandre Prémat    | Éric Salignon        |
| 2005 | Lewis Hamilton    | Adrian Sutil        | Lucas Di Grassi       | Lewis Hamilton      | Lewis Hamilton       |
| 2006 | Paul di Resta     | Giedo van der Garde | Sébastien Buemi       | Giedo van der Garde | Giedo van der Garde  |
| 2007 | Nico Hülkenberg   | Yann Clairay        | Jean-Karl Vernay      | Romain Grosjean     | James Jakes          |
| 2008 | Jules Bianchi     | Nico Hülkenberg     | Jon Lancaster         | Nico Hülkenberg     | Max Chilton          |
| 2009 | Valtteri Bottas   | Mika Mäki           | Stefano Coletti       | Valtteri Bottas*    | Valtteri Bottas      |
| 2010 | Valtteri Bottas   | Alexander Sims      | Marco Wittmann        | Alexander Sims      | Jean-Éric Vergne     |
| 2011 | Felix Rosenqvist  | Marco Wittmann      | Kevin Magnussen       | Roberto Merhi       | Felix Rosenqvist     |
| 2012 | Daniel Juncadella | Raffaele Marciello  | Hannes van Asseldonk  | Daniel Juncadella   | Daniel Juncadella    |
| 2013 | Felix Rosenqvist  | Alex Lynn           | Emil Bernstorff       | Felix Rosenqvist    | Felix Rosenqvist     |
| 2014 | Max Verstappen    | Steijn Schothorst   | Nabil Jeffri          | Max Verstappen      | Indy Dontje          |

* – decyzją sędziów Valtteri Bottas został uznany zdobywcą pole position